# 김문수 (1997년)
김문수(1997년 8월 10일 ~ )는 전 KBO 리그 두산 베어스의 내야수이다.

## 두산 베어스시절
2019년에 입단하였다.

## 출신 학교
- 어방초등학교 (김해엔젤스리틀)
- 부산대신중학교
- 대구고등학교
- 강릉영동대학교